# 흥안마을버스
흥안마을버스(興安마을버스)는 서울 흥안운수 계열의 경기도 남양주시의 마을버스 업체이다. 흥안운수, 삼화상운, 관악교통, 한성여객, 서울교통네트웍 등의 계열사를 가지고 있다.

## 역사
신우교통에서 2001년 1월에 우정운수(현 태산운수)에서 운행했던 33번을 인수해서 33-1번이 2003년 5월 27일에 개통되었으며, 이후 흥안마을버스로 2004년 사명이 바뀌어 지금에 이른다.

## 운행 노선

### 남양주시 마을버스
| 노선 번호 | 운행구간         | 운행구간 | 운행구간 | 경유지                                                                    | 배차 간격 (분) | 비고                |
| --------- | ---------------- | -------- | -------- | ------------------------------------------------------------------------- | -------------- | ------------------- |
| 33-1      | 에코랜드수영장   | ↔        | 당고개   | 별내면사무소, 능안마을, 삼거리입구, 덕릉터널                              | 15~30          | 순화궁길 경유       |
| 땡큐85    | 별내하우스스토리 | ↔        | 별내역   | 덕릉고개, 덕송초등학교, 별가람중학교, 별내동 행정복지센터, 별내역, 평양골 | 12~30          | 별내역 2번출구 정차 |
| 85-1      | 불암산역         | ↔        | 별내역   | 덕릉교장, 별내별가람역, 별가람중학교, 별내행정복지센터                    | 60~120         |                     |

## 보유 차량

#### 현대자동차
- 현대 그린시티
- 현대 일렉시티 타운

## 사업장 현황
- 차고지 : 서울특별시 노원구 덕릉로 811 (상계동. 계열사인 흥안운수와 같이 사용한다.)
- 본사 등록지 : 경기도 남양주시 덕릉로 1095 (별내동)

## 같이 보기
- 관악교통
- 동아운수
- 서울교통네트웍
- 서울버스
- 삼화상운
- 한성여객
- 흥안운수